# Campoamor, Mexiko
Campoamor är en ort i Mexiko. Den ligger i kommunen Padilla och delstaten Tamaulipas, i den nordöstra delen av landet. Campoamor hade 150 invånare år 2005 och 179 invånare år 2010.